# Halve Maen (navire)
Pour les articles homonymes, voir Halve Maen.

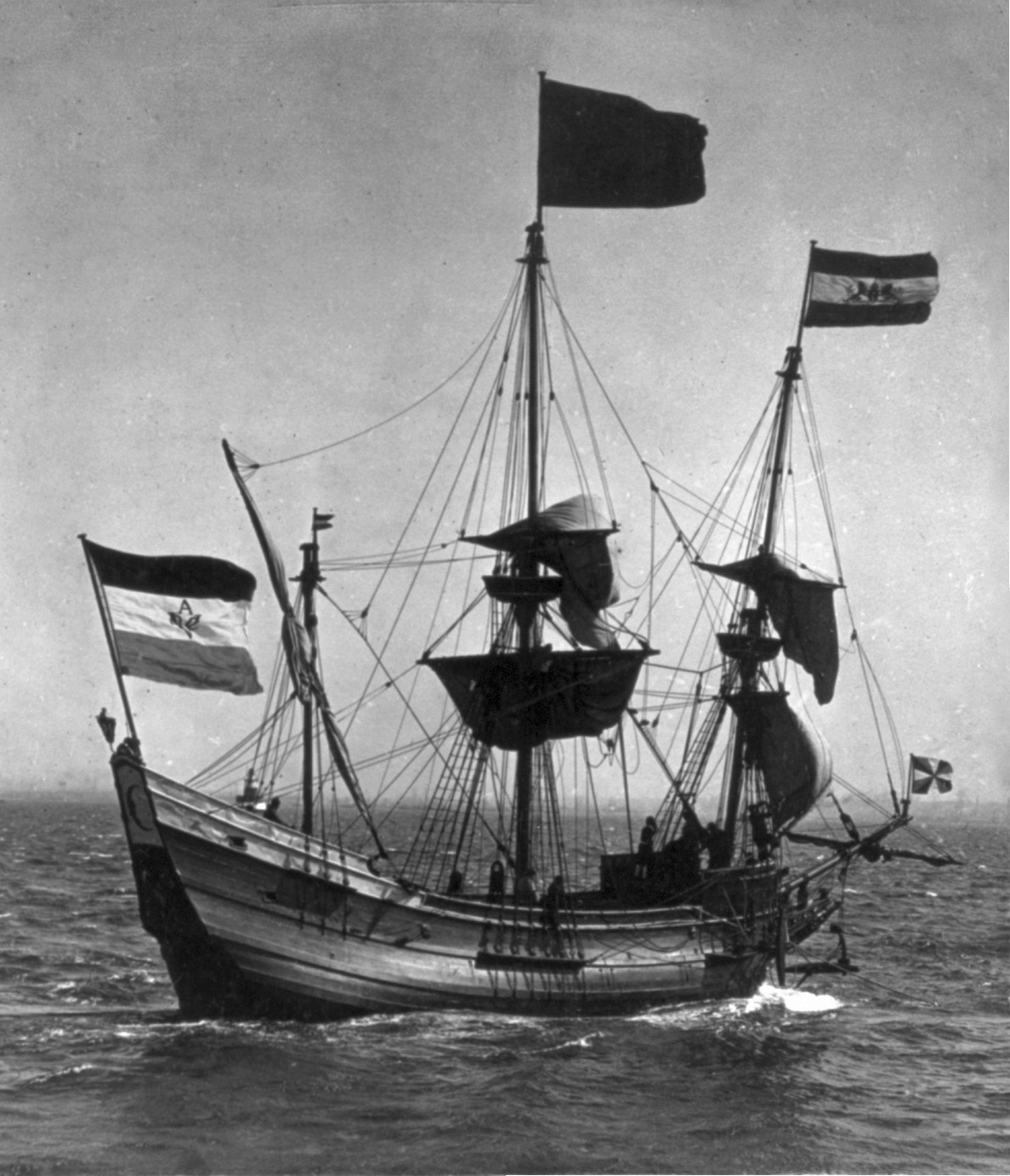
Halve Maen (réplique)

Le Halve Maen (« demi-lune » en français) est le navire utilisé par Henry Hudson en 1609 pour explorer la côte Est américaine. Lors de ce voyage commandité par la Compagnie néerlandaise des Indes orientales, il découvrit, entre autres, le Delaware ainsi que l'Hudson. S'il fut le premier Européen à explorer la baie du Delaware, il fut aussi le premier à accomplir la remontée du fleuve qui porte maintenant son nom. Le Halve Maen remonta jusqu'à l'emplacement actuel de la ville d'Albany.
Ce voyage permit aux Provinces-Unies, plus tard sous le couvert de la Compagnie néerlandaise des Indes occidentales, de prendre possession légitime du territoire de la (Nouvelle-Néerlande) situé aujourd'hui entre le Delaware et le Connecticut.

## Réplique actuelle
Le musée New Netherland a fait construire une réplique fidèle du navire fabriqué en 1909, et s'en sert maintenant comme outil éducationnel et promotionnel pour faire connaître l'histoire coloniale néerlandaise en Amérique du Nord. La réplique du Halve Maen a notamment tenu le rôle des bateaux de la Compagnie de la Virginie dans le film Le Nouveau Monde de Terrence Malick. Doté de moteurs contemporains pour avancer plus rapidement, le navire fonctionne quand même à la voile, comme à l'époque de Hudson, si désiré.